# Zeta Espacial
Zeta Espacial S.A. es una empresa española fabricante de productos de confitería con sede en Rubí (Barcelona). La compañía tiene dos filiales en el continente americano: Pop Rocks Inc y Zeta Espacial Industrial S.A. de C.V. Además, Zeta Espacial ha sido premiada en varias ocasiones por su intensa actividad exportadora. Es la distribuidora de las célebres Peta Zetas.

## Historia
Zeta Espacial S.A. fue fundada en 1979 con el objetivo de fabricar y comercializar Peta Zetas, el primer caramelo explosivo o popping candy en España.
El Peta Zetas fue inventado por D. Ramon Escolà, Ingeniero Químico del IQS y socio fundador de la empresa, y el proceso de fabricación fue patentado.
La compañía inició sus actividades en una pequeña nave de Sant Boi (Barcelona). Tras el éxito inmediato del producto en el mercado nacional la compañía apostó por una estrategia de expansión a través de la exportación, recibiendo la Medalla de Oro a la Exportación en los años 1982, 1984 y 1985.
En 1984, Peta Zetas ya se exportaba a 26 países y en 1994 la compañía se trasladó a unas instalaciones nuevas de 15.000 m² en Rubí (Barcelona) que le permitieron continuar su expansión a nivel internacional y aumentar la gama de productos.
En 1997 la compañía lanzó el producto Two To One Caramelo+Sorpresa, que se comercializó primero en el mercado nacional y empezó a exportarse dos años después.
En 2002 Zeta Espacial creó dos filiales propias en el continente americano: Pop Rocks Inc en Atlanta (USA) y Zeta Espacial S.A. de C.V. en Toluca (México).
La empresa participa en las ferias de confitería e ingredientes más importantes en Europa y América: ISM (Colonia, Alemania), ANUGA (París, Francia), FIE e IFT (diversas localizaciones), Sweets & Snacks (Chicago) y Confitexpo (Guadalajara, México) entre otras.
En 2010 la empresa fue adquirida en su totalidad por el socio fundador D. Ramón Escolà, y actualmente la dirección de la empresa, ya en la segunda generación, está en manos de su hija Dotty Escolà de Bruijn.
En la actualidad la compañía comercializa una amplia gama de productos de confitería en el mercado nacional y exporta a 60 países en todo el mundo.
En 2014 Zeta Espacial celebra su 35 aniversario (1979-2014).

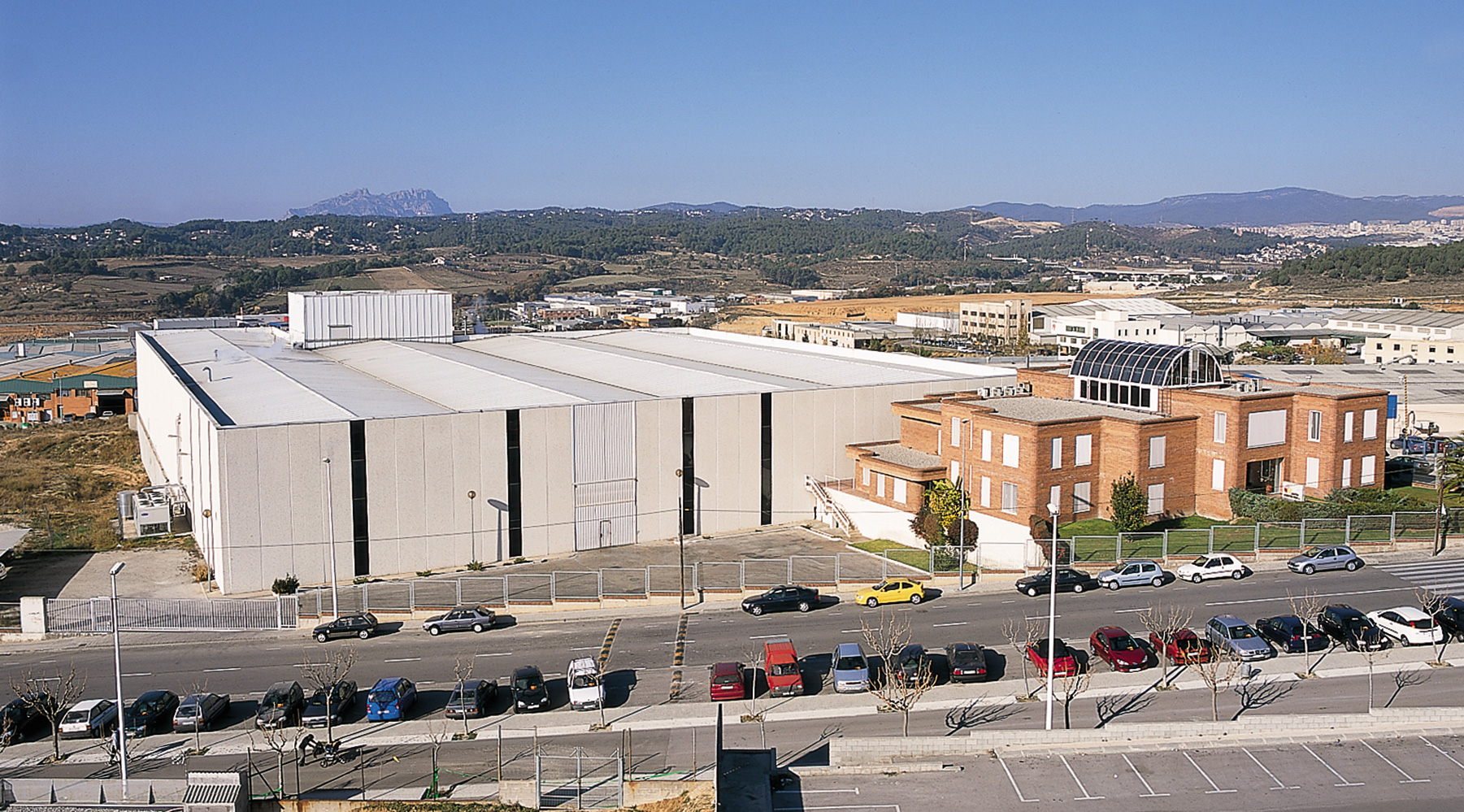
Sede Zeta Espacial S.A. en Rubí (Barcelona) España

## Productos

### Confitería al Detalle
Zeta Espacial comercializa una amplia gama de productos de popping candy y novedades en confitería destinados para el consumidor infantil, y una gama de caramelos sin azúcar destinados a un target adulto.

### Confitería a granel como ingrediente
Adicionalmente a la venta de productos de confitería al detalle, Zeta Espacial ha desarrollado desde inicios de los años 90 una división para la comercialización del popping candy como ingrediente para otros productos de alimentación, como helados, chocolates, postres, galletas o cereales, entre otros.
El popping candy son pequeñas piezas de caramelo que han sido gasificadas con dióxido de carbono (el mismo gas utilizado en los refrescos carbonatados). Cuando éstas entran en contacto con la saliva o algún líquido, el gas contenido en el interior de las burbujas es liberado, creando un característico chasquido y divertidas explosiones.
El popping candy a granel se comercializa en una variedad de presentaciones adecuadas tanto para su utilización por parte de compañías industriales como para restauradores y establecimientos artesanales.

## Marcas
Zeta Espacial tiene popping candy bajo diferentes marcas:

### Popping Candy
- Pop Rocks
- Peta Zetas
- Fizz Wiz
- Frizzy Pazzy
- Magic Gum
- Pop'n Fizz

### Novedades Confitería
- Two To One
- Magic Ball

### Caramelo Sin Azúcar
- Olrait

## Premios
Zeta Espacial ha sido premiada en varias ocasiones por su intensa actividad exportadora y su aportación a la comunidad:
- Medalla al Mérito Exportador 1996, otorgado por la Cámara de Comercio
- Premio a la Internacionalización 2012, otorgado por la Cámara de Comercio de Terrassa
- Premio Aster a la Internacionalización 2013, otorgado por la Escuela de Negocios ESIC
- Best of Atlanta Award – Wholesale 2012
- Best of Atlanta Award – Candy 2013

Asimismo, el producto Peta Zetas popping candy en la categoría de ingrediente ha recibido los siguientes premios:
- Sabor del Año Restauración 2013 en España, otorgado por Tryp Network Marketing
- Sabor del Año Restauración 2014 en España, otorgado por Tryp Network Marketing